# نيشان الاستحقاق
وسام الاستحقاق (بالفرنسية: Ordre du Mérite)‏ هو وسام كومنولث للاستحقاق يعترف بالخدمة المتميزة في القوات المسلحة، أو العلم، أو الفن، أو الأدب، أو لتعزيز الثقافة. أسسه الملك إدوارد السابع في عام 1902، ويظل القبول في الوسام هدية شخصية لملكها - حفيدة إدوارد السابع حاليًا، الملكة إليزابيث الثانية - ويقتصر على 24 مستلمًا على قيد الحياة كحد أقصى من عوالم الكومنولث، بالإضافة إلى عدد محدود من الأعضاء الفخريين. بينما يُمنح جميع الأعضاء الحق في استخدام الحروف اللاحقة الاسمية (OM) وارتداء شارة الترتيب، تختلف أسبقية وسام الاستحقاق بين مختلف البلدان.

## التاريخ
في حوالي عام 1773، نظر الملك جورج الثالث في إنشاء وسام فروسية يسمى «وسام مينيرفا» مع اقتصار العضوية على 24 فنانًا ومؤلفًا متميزًا. سيحصل الفرسان على الحروف اللاحقة الاسمية (KM)، ويرتدون نجمة فضية ذات تسعة رؤوس على الصدر مع صورة مينيرفا في وسطها، جنبًا إلى جنب مع وشاح «بلون القش» يلبس على الصدر من الكتف الأيمن. سيكون شعار النيشان هو "Omnia posthabitacientiae" («كل شيء يأتي بعد العلم»). وبمجرد إعلان اقتراح الملك على الملأ، نمى الجدل داخل الدوائر الفكرية حول من يستحق الوسام الجديد بشدة لدرجة أن جورج الرغم من أنه أعاد النظر فيها لفترة وجيزة في عام 1789؛ في 6 فبراير من ذلك العام، قام بمراجعة تصميم الترتيب، مع وجود نجمة الثدي لديها ستة عشر نقطة، وشعار أن يكون لاتينيًا لـ «التعلم يحسن الشخصية» وعضوية لتشمل العلماء المتميزين. بعد معركة ترافالغار في عام 1805، تبادل اللورد الأول للأميرالية اللورد بارهام وويليام بيت المراسلات المتعلقة بإمكانية إنشاء وسام استحقاق، على الرغم من عدم وجود أي شيء من هذه الفكرة.
لاحقًا، اعتقدت الملكة فيكتوريا وحاشيتها والسياسيون على حد سواء، أن وسامًا جديدًا، بناءً على الوسام البروسي وسام الاستحقاق، سيعوض عن عدم كفاية الاعتراف الذي يقدمه نظام التكريم المعمول به للإنجاز خارج الخدمة العامة، في مجالات مثل الفن والموسيقى والأدب والصناعة والعلوم. اهتم زوج فيكتوريا، ألبرت، الأمير القرين بالمسألة؛ تم تسجيله في مذكراته أنه التقى بروبرت بيل في 16 يناير 1844 لمناقشة «فكرة إنشاء وسام الاستحقاق المدني»، وبعد ثلاثة أيام، تشاور مع الملكة حول هذا الموضوع. لم يذبل المفهوم، وفي 5 يناير 1888، قدم رئيس الوزراء البريطاني اللورد سالزبوري إلى الملكة مسودة دستور للحصول على وسام الاستحقاق في العلوم والفنون، يتألف من درجة واحدة مقسمة إلى فرعين من الفروسية: وسام الاستحقاق العلمي من أجل فرسان الاستحقاق في العلوم، مع الحروف اللاحقة الاسمية (KMS)، ووسام الاستحقاق الفني لفرسان الاستحقاق في الفن، مع الحروف اللاحقة الاسمية (KMA). ومع ذلك، نصح السير فريدريك لايتون، رئيس الأكاديمية الملكية، بعدم الوسام الجديد، ويرجع ذلك أساسًا إلى عملية الاختيار.

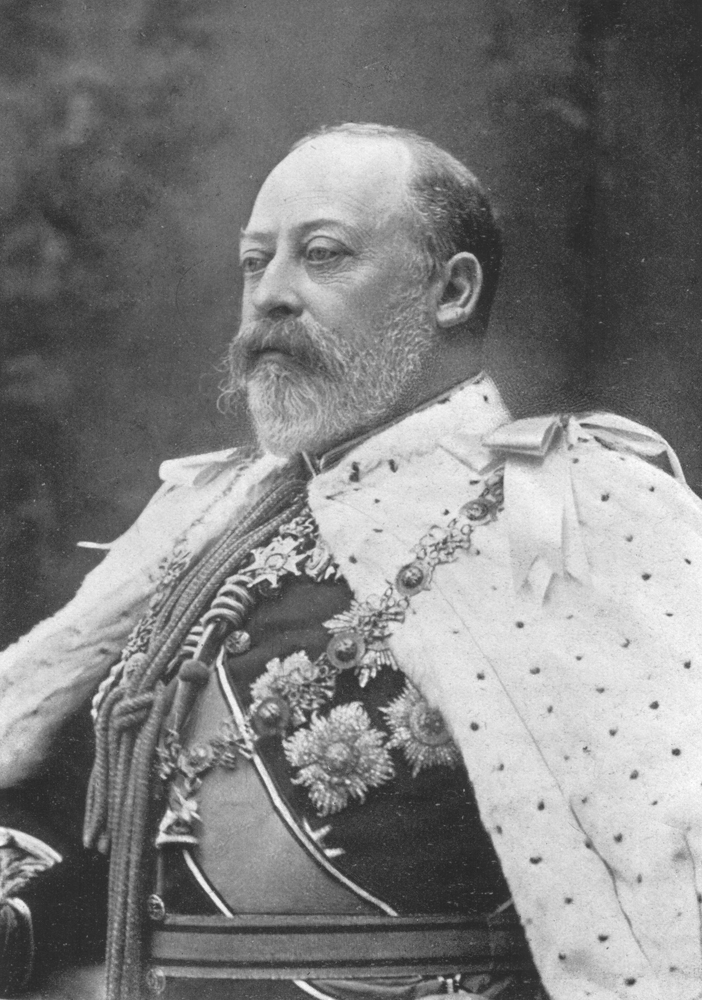
الملك إدوارد السابع مؤسس وسام الاستحقاق

أسس ابن فيكتوريا، الملك إدوارد السابع، وسام الاستحقاق في 26 يونيو 1902 (التاريخ الذي تم التخطيط لتتويجه في الأصل) كوسيلة للاعتراف بـ «الخدمة الجديرة بالتقدير في أسطولنا البحري وجيشنا، أو من قد تكون قد قدمت خدمة جديرة بالتقدير بشكل استثنائي من أجل النهوض بالفن والأدب والعلوم». تم إنشاء جميع الجوانب الحديثة للوسام تحت إشرافه، بما في ذلك تقسيم الشخصيات العسكرية.
منذ البداية، حاول رؤساء الوزراء اقتراح مرشحين أو ضغطوا للتأثير على قرار الملك بشأن التعيينات، لكن الأسرة المالكة تحرس بشدة المعلومات المتعلقة بالأسماء المحتملة. بعد عام 1931، عندما ظهر النظام الأساسي لوستمنستر وأصبحت دول دومينيون الإمبراطورية البريطانية دولًا مستقلة، متساوية في الوضع مع المملكة المتحدة، استمر وسام الاستحقاق باعتباره شرفًا مفتوحًا لجميع هذه العوالم، وفي كثير من الأحيان، أصبح جزءًا من أنظمة التكريم الوطنية الخاصة بهم. تم تعديل النظام الأساسي للوسام في عام 1935 ليشمل أعضاء من سلاح الجو الملكي، وفي عام 1969، تم توسيع تعريف المتلقين الفخريين ليشمل أعضاء من دول الكومنولث من غير الممالك.
منذ إنشائه، كان الوسام مفتوحًا للنساء، وكانت فلورنس نايتنجيل أول امرأة تحصل على هذا التكريم في عام 1907. رفض العديد من الأفراد القبول في وسام الاستحقاق، بما في ذلك روديارد كيبلينج، وآلفرد إدوارد هاوسمان، وجورج برنارد شو. حتى الآن، لا يزال الأمير فيليب، دوق إدنبرة، أصغر شخص يتم إدخاله على الإطلاق في وسام الاستحقاق، بعد أن قبلته الملكة إليزابيث الثانية في عام 1968، عندما كان يبلغ من العمر 47 عامًا.

## الأهلية والتعيين

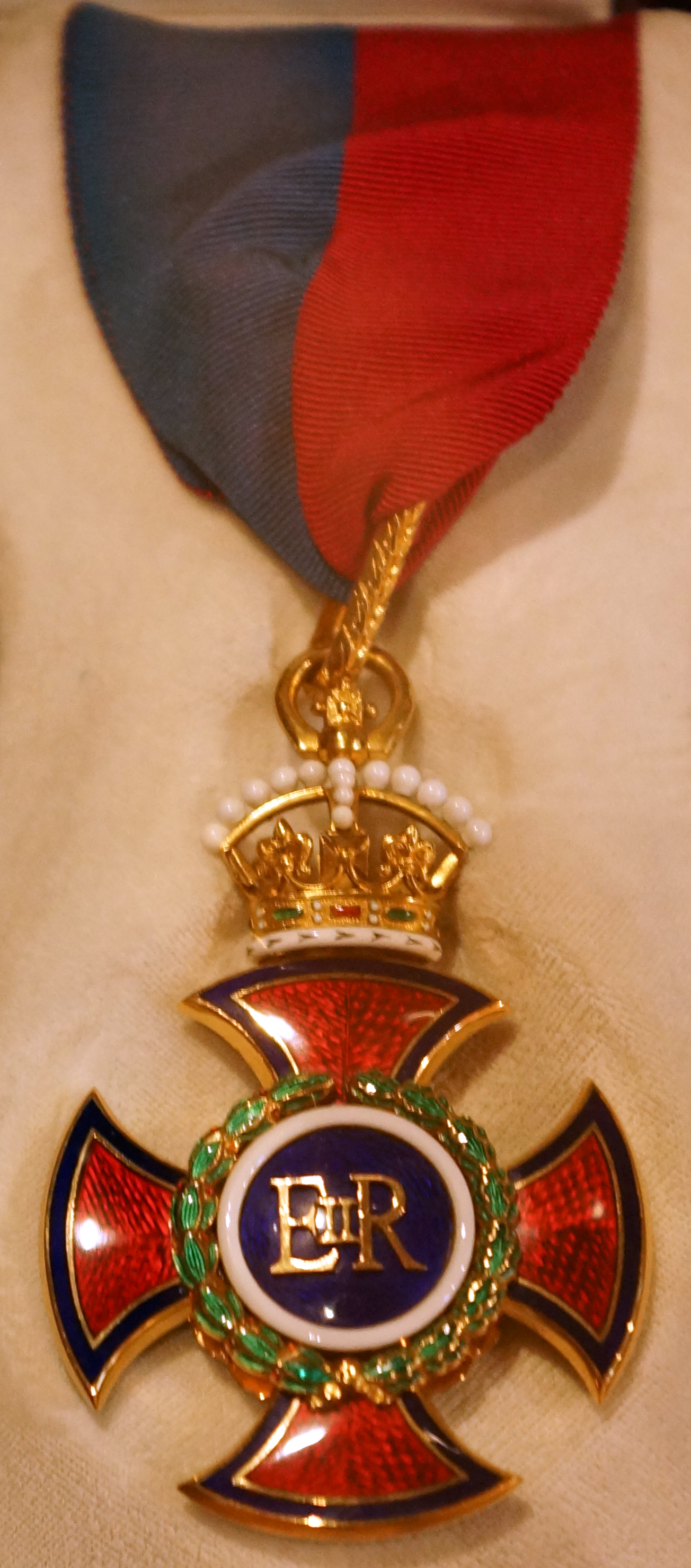
عكس الشارة

جميع مواطني دول الكومنولث مؤهلون للتعيين في وسام الاستحقاق. ومع ذلك، قد يكون هناك 24 فردًا على قيد الحياة فقط في أي وقت معين، باستثناء المعينين الفخريين، ويتم اختيار الأعضاء الجدد شخصيًا من قبل ملكة المملكة الحالية، الملكة إليزابيث الثانية، بمساعدة أمنائها الخاصين؛ وقد تم وصف هذا الوسام على أنه «من المحتمل جدًا أن يكون أرقى تكريم يمكن أن يحصل عليه المرء على كوكب الأرض.» ضمن العضوية المحدودة، هناك فرقة عسكرية محددة، لها شاراتها الفريدة؛ على الرغم من أنه لم يتم إلغاؤه، إلا أنه حاليًا غير مأهول بالسكان، وكان اللورد مونتباتن من بورما هو آخر شخص تم تكريمه على هذا النحو. يشكل الأعضاء الفخريون مجموعة أخرى لا يوجد حد رقمي لها، على الرغم من ندرة مثل هذه التعيينات؛ لذلك فإن الأفراد من دول الكومنولث التي لا ترأسها إليزابيث الثانية يعتبرون أجانب، وبالتالي لا يُمنحون سوى القبول الفخري، مثل نيلسون مانديلا (جنوب إفريقيا) والأم تيريزا (الهند).
عند القبول في وسام الاستحقاق، يحق للأعضاء استخدام الحروف اللاحقة الاسمية (OM) ويتم تكليفهم بشارة الوسام.

## الشارة
تتكون الشارة فقط من شارة تتكون من تاج ذهبي يتدلى منه صليب أحمر مطلي بالمينا، يتوسطه قرص من المينا الأزرق، محاط بإكليل من الغار، ويحمل حروفًا ذهبية تحمل الكلمات (FOR MERIT)؛ تتميز شارة التجمع العسكري بزوج من السيوف المتقاطعة خلف القرص المركزي. ينقسم شريط وسام الاستحقاق إلى خطين من اللون الأحمر والأزرق. يرتدي الرجال شاراتهم على شريط العنق، بينما تحمل النساء شاراتهم على قوس شريط مثبت على الكتف الأيسر، ويمكن لمساعدي المعسكر ارتداء الشارة على جهة الكتف الأيسر. منذ عام 1991، كان مطلوبًا إعادة الشارة عند وفاة المستلم.

## الأعضاء الحاليون
- الملك: الملكة إليزابيث الثانية
- السكرتير والمسجل: اللوردات أتباع المجلس الخاص للمملكة المتحدة الوسام الملكي الفيكتوري وسام الطريق ونيشان الخدمة للملكة.

### أعضاء موضوعيون
1. نورمان فوستر.
2. روجر بنروز.
3. توم ستوبارد.
4. الأمير تشارلز.
5. جاكوب روتشيلد.
6. ديفيد أتينبارا.
7. بيتي بوثرويد.
8. روبن إيمز.
9. تيم بيرنرز لي.
10. مارتن ريس.
11. جان كريتيان.
12. Neil MacGregor.
13. ديفيد هوكني.
14. جون هوارد.
15. سيمون راتل.
16. مجدي يعقوب.
17. آرا درزي.
18. آن داولنغ.
19. جيمس دايسون.
20. آرون كلوغ.
21. مايكل عطية.
22. مايكل هوارد.
23. روبرت ماي.
24. فيليب دوق إدنبرة.

### أعضاء فخريون
لم يكن هناك أعضاء فخريون في وسام الاستحقاق منذ وفاة آخر عضو من هذا القبيل، نيلسون مانديلا، في ديسمبر 2013.

## الأولوية
نظرًا لأن وسام الاستحقاق مفتوح لمواطني ستة عشر دولة، ولكل منها نظامها الخاص للنياشين والأوسمة والميداليات، فإن مكان الأسبقية للترتيب يختلف من بلد إلى آخر. بينما، في المملكة المتحدة، تتبع خطابات ما بعد الاسم الخاصة بأتباع فرسان وسيدات جراند كروس لأفضل وسام الطريق، فإن العضوية في وسام الاستحقاق نفسها لا تمنح الأعضاء أي مكان في أي من أوامر الأسبقية في المملكة المتحدة. ومع ذلك، فقد زعم ستانلي مارتن، في كتابه (نيشان الاستحقاق 1902-2002: مائة عام من الشرف الذي لا مثيل له) (بالإنجليزية: The Order of Merit 1902-2002: One Hundred Years of Matchless Honour)‏، أن وسام الاستحقاق هو ذروة نظام التكريم البريطاني. وبالمثل، على الرغم من أنه لم يتم إدراجه في ترتيب الأسبقية الكندي للتكريم والأوسمة والميداليات حتى ديسمبر 2010، كريستوفر ماكريري، الخبير في التكريم الكندي وسكرتير نائب حاكم نوفا سكوشا، صرح بأن وسام كانت الجدارة أعلى جائزة مدنية عن الجدارة التي يمكن أن يحصل عليها الكندي.
بعض أوامر الأسبقية هي كما يلي:
| دولة                     | السابقة                                          | التالية                             |
| ------------------------ | ------------------------------------------------ | ----------------------------------- |
| أستراليا ترتيب الأسبقية  | فارس / سيدة أقدم وأعرق وسام من الشوك (KT / LT)   | فارس / سيدة وسام أستراليا (AK / AD) |
| كندا ترتيب الأسبقية      | صليب الشجاعة (CV)                                | رفيق وسام كندا (CC)                 |
| نيوزيلندا ترتيب الأسبقية | فارس / السيدة جراند كروس لأفضل وسام الطريق (GCB) | عضو في وسام نيوزيلندا (ONZ)         |
| المملكة المتحدة          | فارس / السيدة جراند كروس لأفضل وسام الطريق (GCB) | شارة باروني (Bt)                    |

## روابط خارجية
- "Merit, Order of" . Collier's New Encyclopedia. 1921. {{استشهاد بموسوعة}}: يحتوي الاستشهاد على وسيط غير معروف وفارغs: |HIDE_PARAMETER4=، |HIDE_PARAMETER2=، |HIDE_PARAMETER8=، |HIDE_PARAMETER5=، |HIDE_PARAMETER7=، |HIDE_PARAMETER10=، |HIDE_PARAMETER6=، |HIDE_PARAMETER9=، |HIDE_PARAMETER1=، و|HIDE_PARAMETER3= (مساعدة)
- "Merit, Order of" . New International Encyclopedia. 1905. {{استشهاد بموسوعة}}: يحتوي الاستشهاد على وسيط غير معروف وفارغs: |HIDE_PARAMETER15=، |HIDE_PARAMETER13=، |HIDE_PARAMETER2=، |HIDE_PARAMETER21=، |HIDE_PARAMETER32=، |HIDE_PARAMETER30=، |HIDE_PARAMETER29=، |HIDE_PARAMETER14=، |HIDE_PARAMETER17=، |HIDE_PARAMETER20=، |HIDE_PARAMETER5=، |HIDE_PARAMETER19=، |HIDE_PARAMETER26=، |HIDE_PARAMETER3=، |HIDE_PARAMETER16=، |HIDE_PARAMETER4=، |HIDE_PARAMETER10=، |HIDE_PARAMETER25=، |HIDE_PARAMETER33=، |HIDE_PARAMETER31=، |HIDE_PARAMETER18=، |HIDE_PARAMETER24=، |HIDE_PARAMETER22=، |HIDE_PARAMETER11=، |HIDE_PARAMETER1=، |HIDE_PARAMETER23=، |HIDE_PARAMETER28=، |HIDE_PARAMETER27=، و|HIDE_PARAMETER12= (مساعدة)